# Čipnje
Čipnje este o localitate din comuna Komen, Slovenia, cu o populație de 16 locuitori.